# Chiesa di Santa Maria Stella (Crema)
L'oratorio della Madonna Addolorata, comunemente noto come chiesa di Santa Maria Stella, è un luogo di culto di Crema ricavato dall'adattamento del primo piano di un edificio civile. Vi si celebrano funzioni sia secondo il rito cattolico romano sia secondo il rito ortodosso.

## Il primo adattamento
Avendo necessità di maggiori spazi, l'amministrazione dell'Ospedale degli esposti e dei mendicanti acquistò nel 1831 da Erminia Frecavalli l'ex Palazzo Benzoni-Frecavalli in via Civerchi e ci si premurò di ricavare un luogo di culto, anche con il fine di poter collocarvi il battistero e impartire il sacramento del battesimo ai trovatelli; fu incaricato di ciò l'ingegner Antonio Allocchio che in un'attigua abitazione del palazzo Benzoni, già essa stessa di proprietà della nobile casata, adattò un salone al pian terreno; era costituito da un ambiente rettangolare con quattro finestre e l'uscio verso la contrada Civerchi, due ingressi e due aperture verso il portico; l'altare fu posto a ponente, staccato dal muro di fondo in modo che nello spazio risultante vi fosse ricavata una piccola sagrestia; fu aperto al culto nel 1834.
Nel 1837 il vescovo monsignor Giuseppe Sanguettola autorizzò lo spostamento dell'altare a levante, forse perché disturbato dall'ingresso dalla via pubblica.

## L'ampliamento

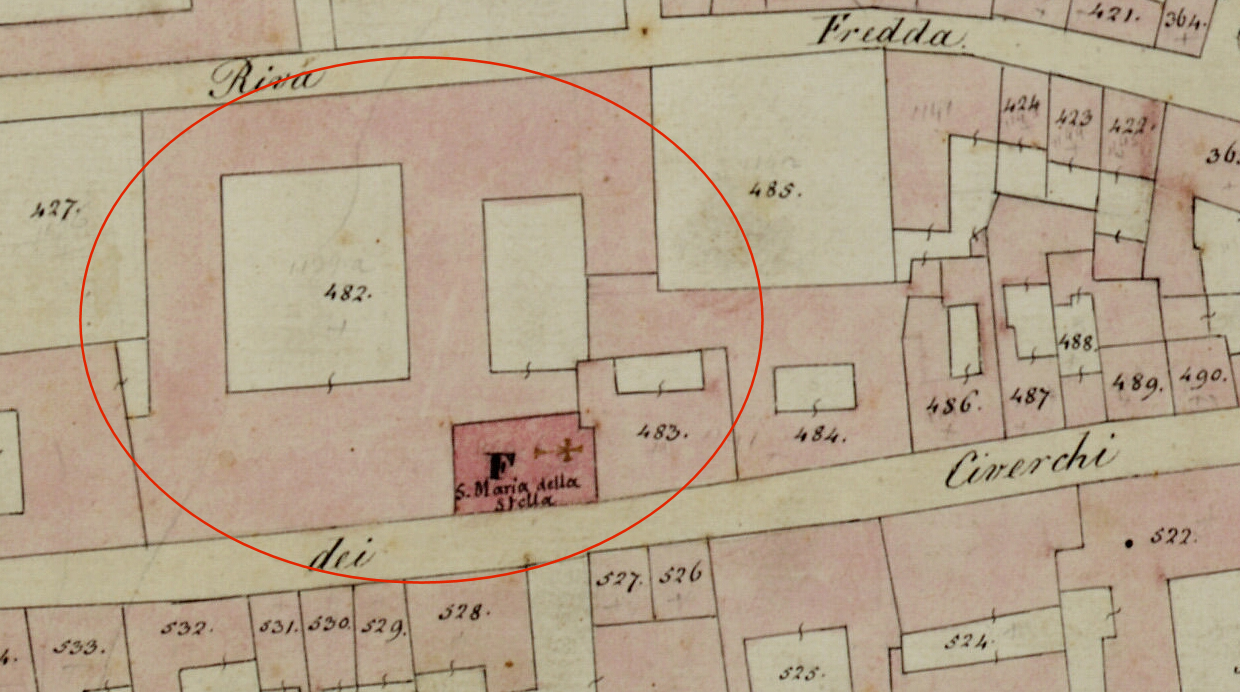
L'area di Palazzo Benzoni-Frecavalli e della chiesa, lungo la Contrada dei Civerchi, tra il 1832 e il 1852. Estratto della "Mappa originale del Comune censuario di Crema Città" conservata presso l'Archivio di Stato di Milano.

Nel 1879 l'amministrazione comunale di Crema chiese al Monte di Pietà, proprietario della chiesa di San Marino e delle relative pertinenze, di poter acquistare quell'edificio col fine di demolirlo e ricavarne una piazza. La chiesa era stata concessa agli inizi del secolo in succursale alla parrocchia di San Benedetto la cui Fabbriceria manifestò resistenze a rinunciare a una chiesa sussidiaria. Il comune, pertanto, si rivolse alla presidenza degli Istituti ospedalieri giungendo, alla fine, a un compromesso; con atto notarile del 1884 venne ratificata la convenzione tra gli Istituti ospitalieri, il Monte di Pietà e la Fabbriceria affinché alla parrocchia venisse concessa la chiesa di Santa Maria Stella quale compensazione per la perdita della chiesa di San Marino; fu comunque mantenuto il permesso del personale religioso dell'Ospedale di poter officiarvi.
Così il Comune di Crema acquisì la chiesa di San Marino per 2.000 Lire e la somma fu impiegata in parte per coprire le spese di ampliamento di Santa Maria Stella a levante, verso l'attigua casa Racchetti pure acquistata in quell'occasione, secondo un progetto redatto dall'ingegner Luigi Bernieri. Successivamente fu arricchita di suppellettili e opere d'arte provenienti dall'ex chiesa dei barnabiti.
Il personale religioso dell'Ospedale continuò a celebrare le funzioni nella chiesa fino al 1929 quando l'ente si trasferì in via Teresine nei locali lasciati liberi dall'ex manicomio.
Monsignor Marcello Mimmi, vescovo di Crema tra il 1930 e il 1933, firmò un decreto il 17 dicembre 1931 designando il titolo della chiesa dedicandola alla Madonna Addolorata.
Il crollo del plafond sopra il presbiterio, avvenuto nel 1994, mise alla luce un soffitto a lacunari di origine rinascimentale e sostenuto da due travi più recenti.
Il 30 luglio 2002 un incendio raggiunse la preziosa statua della Madonna Nera che ne rimase danneggiata; un restauro terminato nel 2004 la riportò alle condizioni originarie.
Un restauro sotto la direzione dell'architetto Magda Franzoni fu condotto nel 2003 per sostituire i materiali ammalorati e nell'occasione furono riscoperte 48 tavolette lignee.
Nell'autunno 2009 il vescovo di Crema Oscar Cantoni concedeva l'ospitalità alla chiesa ortodossa dell'Ucraina (Patriarcato di Mosca) a favore dei fedeli russi e rumeni residenti nel territorio cremasco. La proprietà rimane della parrocchia di San Benedetto, tuttavia entrambe le comunità possono farne pieno uso contribuendo alle spese e recitando le funzioni sia col rito cattolico sia col rito ortodosso.

## Caratteristiche

### Esterno
La chiesa è ospitata al primo piano di un palazzo un tempo civile, per cui dall'esterno l'unico elemento che segna la sua presenza è il piccolo portale in pietra proveniente dalla chiesa di San Marino, del Seicento o del Settecento, con due lesene con capitelli ionici che sostengono un timpano triangolare che copre parzialmente una finestra, con al centro una piccola croce.
A fianco, in prossimità di una fessura, è collocata una lapide che ricorda l'antica funzione:
Allontanandosi di poco lungo via Civerchi si nota sulla falda del tetto del palazzo il piccolo campanile di forma quadrata con lesene angolari; le aperture della cella campanaria sono a tutto sesto, la copertura è in coppi.

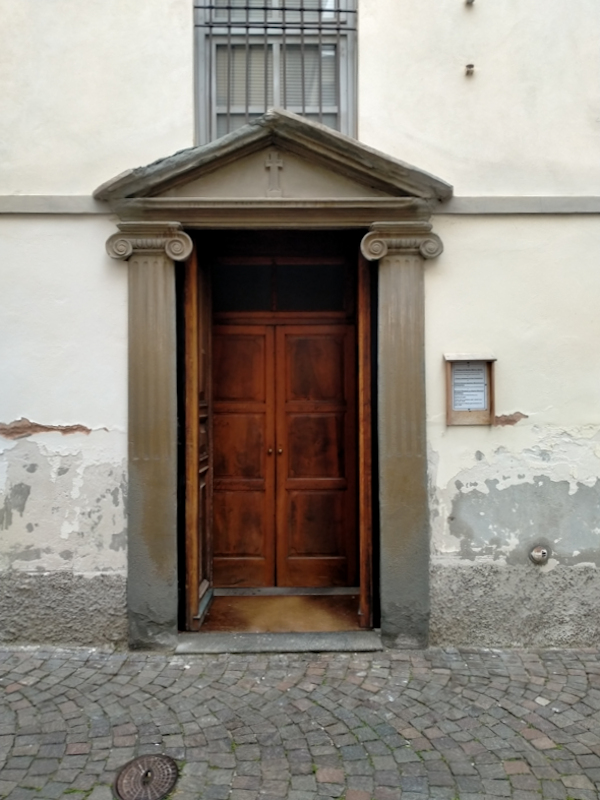
Il portale in pietra
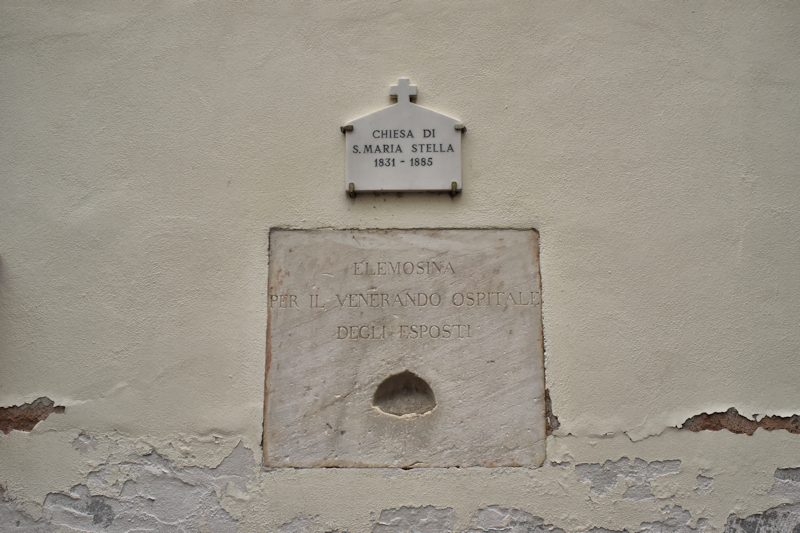
La lapide che ricorda l'antica funzione di chiesa dell'Ospedale degli esposti
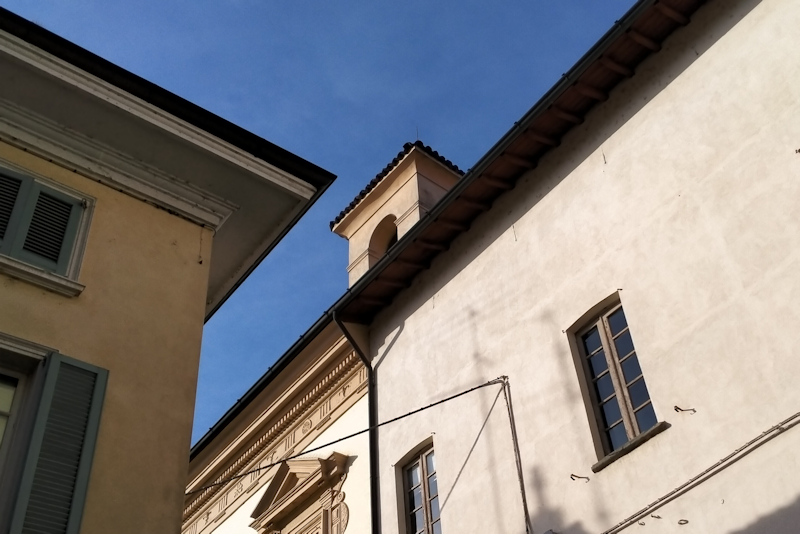
Il campanile

### Interno
L'ambiente è diviso in tre parti.

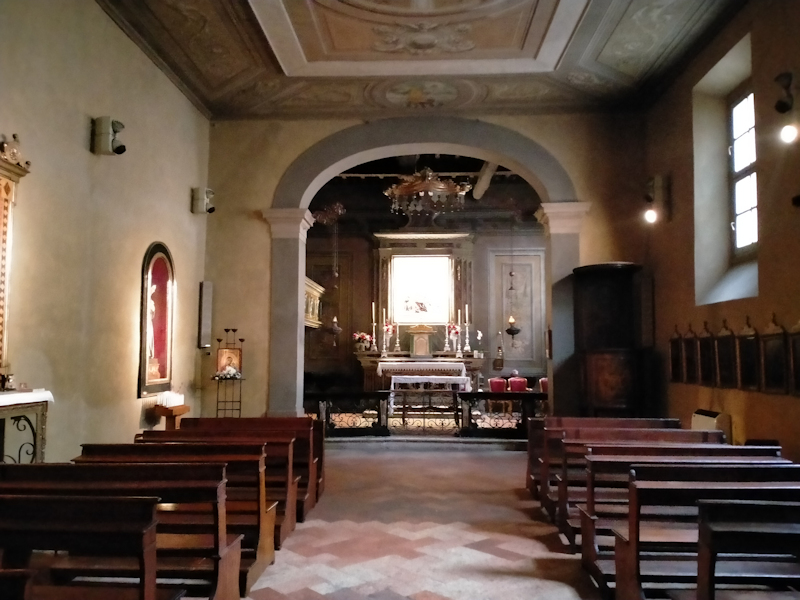
L'interno

Sul fondo è presente una loggia alla quale si accedeva un tempo da una scala esterna ed era provvista di una grata rimossa nel 1950; qui assistevano alle funzioni le suore che svolgevano il servizio presso l'Ospedale degli esposti; sul piano superiore vi sono stati collocati gli ex-voto un tempo sparsi per la chiesa. Sotto la loggia è collocata la piccola vasca battesimale: è di stile rinascimentale e per questo si ipotizza proveniente dalla vecchia chiesa di Santa Maria Stella in Borgo San Pietro.
Sulla parete sinistra è collocata la Madonna Nera e, di seguito, un piccolo quadro a olio, copia della Mater Divinae Providentiae di Scipione Pulzone collocata nella chiesa di San Carlo ai Catinari a Roma inserito in un'elaborata architettura lignea.
Alla parete destra, tra le due finestre, è appeso un crocifisso di autore ignoto già elencato tra i possedimenti della chiesa di San Marino in un inventario del 1836.
Il presbiterio è anticipato da una piccola balaustra con disegni in ferro battuto nelle specchiature; in mezzo, con gli stessi disegni geometrici è posto un cancelletto.
L'altare in marmi policromi è molto elaborato con un paliotto eseguito con la tecnica dell'intarsio. Fu installato nel 1886 in sostituzione di un altro precedente altare venduto al parroco di Ripalta Nuova, tuttavia non se conosce la provenienza (forse la chiesa di San Marino).
Sopra vi è collocata una Pietà lignea, probabilmente del XVII secolo, di genere nordico-alpino e quindi piuttosto rara in Pianura Padana; è composta da quattro figure: la Vergine Addolorata che regge il corpo di Cristo le figure dolenti di san Giovanni Battista e Maria Maddalena. Anche di questo gruppo se ne ignora l'origine.
È sicuramente proveniente da San Marino e qui trasportato nel 1883 l'organo collocato in una cantoria lignea alla sinistra del presbiterio; è di autore anonimo e risale alla prima metà dell'Ottocento. È composto da una tastiera a 50 tasti con prima ottava corta. Pedaliera a leggio di 18 pedali (Do1-Sol#2, scavezza, l’ultimo pedale è muto) costantemente unita alla tastiera. Sette registri con comando a manetta. Divisione tra Bassi e Soprani ai tasti Do#3/Re3. Somiere a vento, trasmissione meccanica. È stato restaurato dalla ditta Inzoli nel 2008.

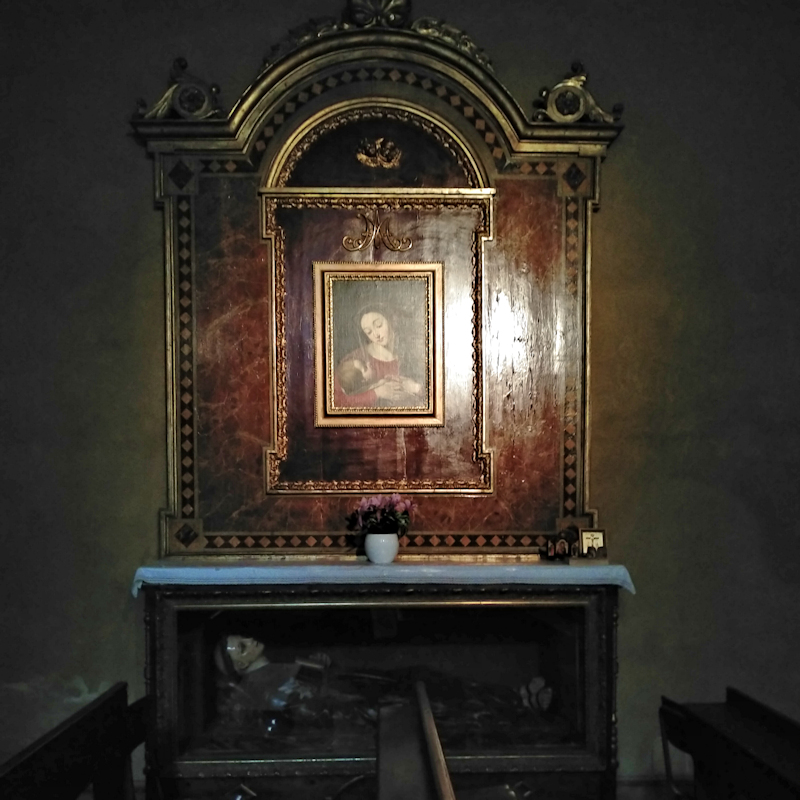
La copia della Mater Divinae Providentiae di Scipione Pulzone
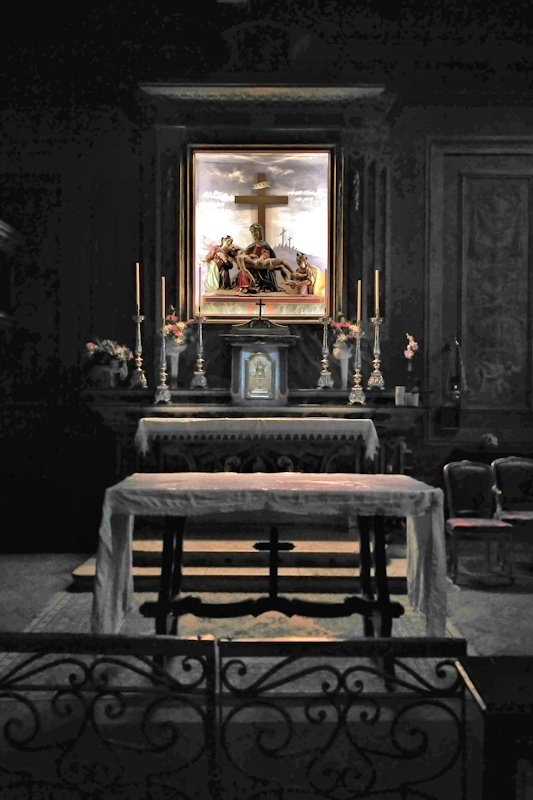
L'altare con il gruppo scultoreo ligneo della Pietà
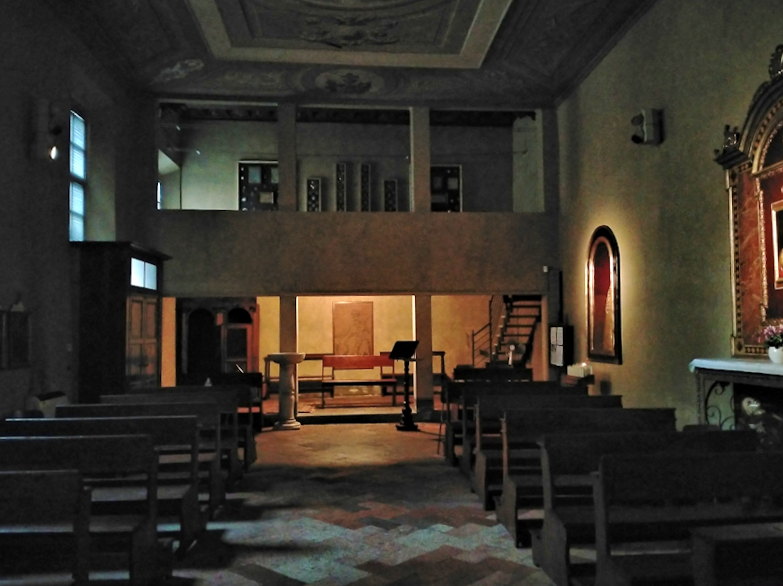
La loggia sulla parente di fondo, a sinistra dell'ingresso
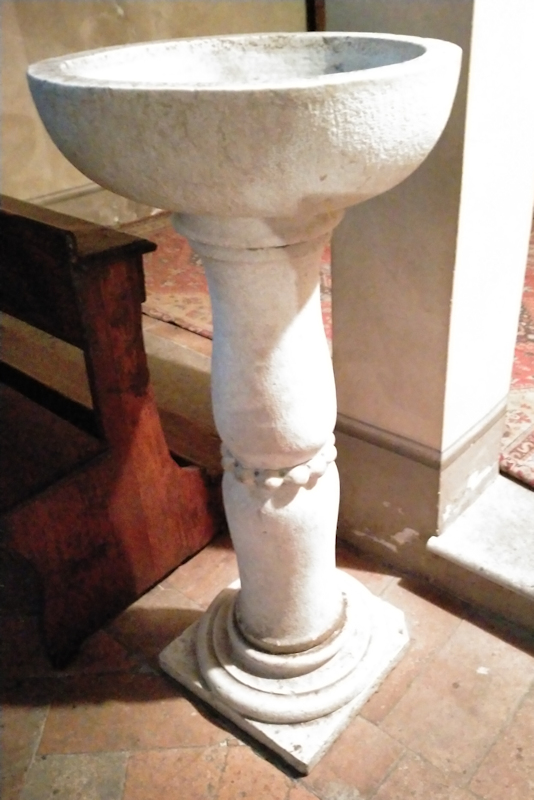
La piccola vasca battesimale
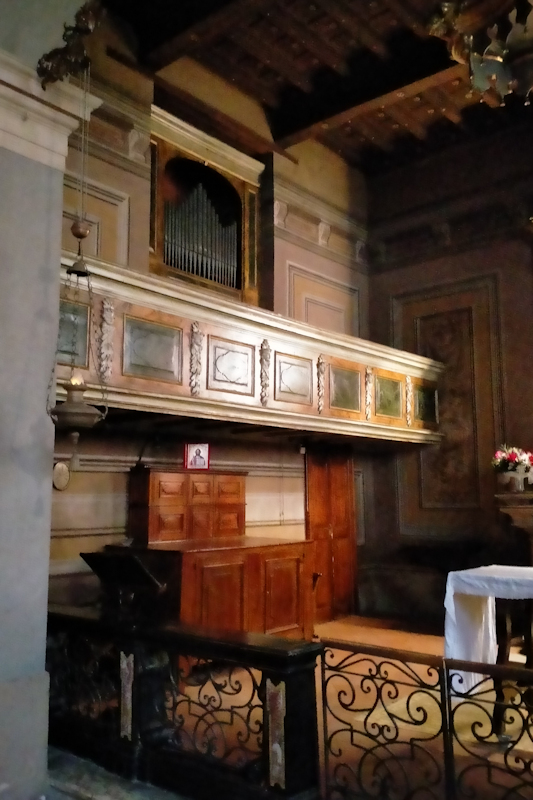
L'organo

### La Madonna Nera

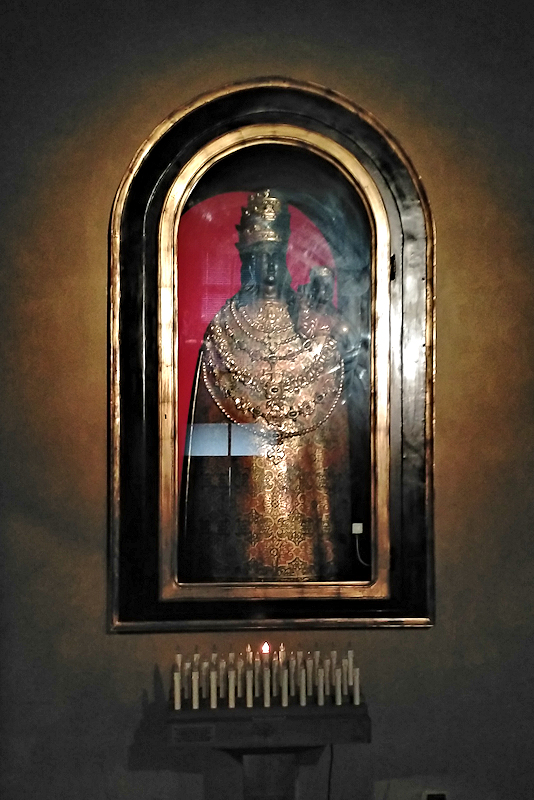
La Madonna Nera

La Madonna Nera è venerata con tre titoli: Madonna Nera di Loreto, Madre della Divina Provvidenza e Madonna della Pietà e proviene dalla soppressa chiesa di San Marino; in tal modo se ne riassume la sua storia; la Madonna di Loreto (Stella Maris) ricorda l'antica proprietà dei crociati, la Divina Provvidenza a memoria dell'ospedale dei trovatelli, la Pietà a ricordo dei poveri (il banco dei pegni).
Si tratta di una statua di 160 centimetri, pregevole e rara, in legno dipinto con posa ieratica che sostiene il Salvatore benedicente, Signore del mondo; sulla testa vi è scolpito un triregno, ossia una tiara papale; la rappresentazione della veste è in legno dorato riccamente scolpito.
Molto particolari i cinque collari dei quali uno (il terzo) è rappresentativo dell'Ordine del Toson d'oro mentre gli altri sono di difficile attribuzione: il primo potrebbe rappresentare l’ordine militare di Alcántara, il secondo parrebbe alludere al Sovrano Militare Ordine di Malta che aveva anche a Crema delle proprietà. Si è ipotizzato che il quinto collare sia da attribuire all'ordine di San Maurizio e per questo la datazione dell'opera non potrebbe essere posteriore al 1572, anno in cui l'ordine fu accorpato nel nuovo organismo cavalleresco, l'ordine dei Santi Maurizio e Lazzaro, determinando un cambiamento della forma della croce.